# 康同璧
康同璧（1887年2月—1969年8月17日），字文佩，号华蔓，广东南海人，清朝思想家康有为次女（長女為康同薇），為中華人民共和國第二、三、四届全国政协委员。擅长诗词书画，精研史籍，精通英文。

## 生平

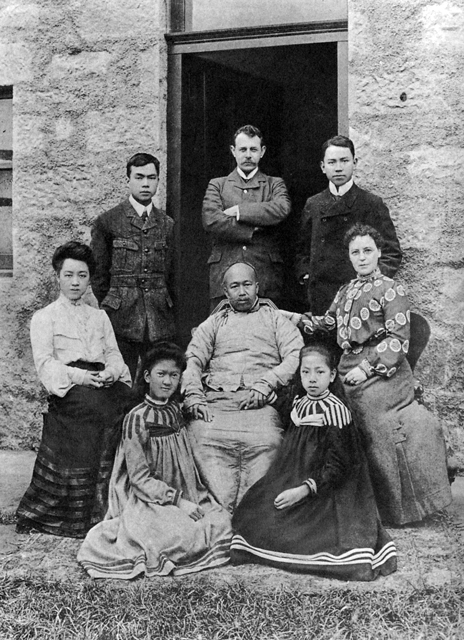
康有为1907年在美国时所摄，左一为其次女康同璧，左二（康同璧身后）为当时就读于牛津大学的罗昌（康同璧夫）

早年移居香港，1903年赴美国留学。先后入拉德克利夫學院及三一學院，1909年毕业于美国哥伦比亚大学巴纳德学院并成为该女子学院历史上的第一位亚洲毕业生。她致力于争取女权与改革。纽约邮报晚报曾引述她的一段话，“等我念完书， 我将回国唤醒中国妇女。我特别关心妇女参政权， 望能唤起中国妇女实现其权利。”
回国后，历任万国妇女会副会长、山东道德会长、中国妇女会会长。曾在傅作义将军召开的华北七省参议会上被推为代表，与人民解放军商谈和平解放北平事宜。
1951年7月被聘任为中央文史研究馆馆员。是第二、三、四届全国政协委员。康生前居於北京東四十條豁口的北新仓，老地名叫何家口2号罗家大院。1969年病逝。
據章詒和著《往事並不如煙》中〈最後的貴族 ─ 康同璧母女之印象〉中，描述康同璧的辭世：「老太太最初不過是患感冒，先在家中調養。不想，病越來越重，便送進醫院，擱在了觀察室。窄窄的床鋪正好對著門口，穿堂風兒吹個不歇，過往之人走個不停。羅儀鳳一再懇求，是否可以轉到病房。院方的人白了她一眼，回答說：『你母親不就是個社會名流嘛，這麼呆著就行了。』幾天後，康同璧死在了觀察室。」
1980年與丈夫羅昌、女羅儀鳳合葬於北京西郊西山风景区之福田公墓溝北五組「稱」字區內。

## 家庭
丈夫為羅昌（字文仲，1883年-1955年，曾任北京大学、国立北平师范大学教授。），有一子羅榮邦與一女羅儀鳳。
梁启超《饮冰室诗话》第六节载：“康南海之第二女公子同璧，研精史籍，深通英文。去年孑身独行，省亲于印度，以19岁之妙龄弱质，凌数千里之莽淘瘴雾，亦可渭虎父无犬子也。近得其寄詩二首，自跋云：‘侍大人游舍卫祗林，坏殿颓垣，佛法已劫。然支那女士来游者，同璧为第一人。’诗云：‘舍卫山河历劫尘，布金坏殿数三巡。若论女士西游者，我是支那第一人。’‘灵鹫高峰照暮霞，凄迷塔树万人家。恒河落日滔滔尽，祗树雷音付落花。’”這段記載著1902年春天康同璧女扮男裝，隻身從北京經河西走廊再南下赴印度尋父的經歷。

## 作品
《南海康先生年谱续编》、《万木草堂遗稿》、《华蔓集》等。

### 書籍
- 章诒和：《最後的貴族 ─ 康同璧母女之印象》，刊於《最后的贵族》，牛津大学出版社，2004年3月10日香港初版，ISBN 0-19-597065-9。臺灣版本書名為《往事並不如煙》，時報出版，2004年12月5日出版，ISBN 9571342106。
- 章立凡：《亂世逸民 ─ 記「文革」中的康同璧母女》，刊於《記憶 ─ 往事未付紅塵》，陝西師範大學出版社，2004月9月初版，ISBN 7-5613-3058-8
- 章立凡：《寂寞身前身后事——再谈康同璧母女》
- 张沧江：《忆康同璧母女》
- 王明德：《百年家族 ─ 康有為》，河北教育出版社、廣東教育出版社，2003年1月初版，ISBN 754344814

### 其他
1. ↑  . 巴纳德学院.   [2021-07-09]. （原始内容存档于2021-07-12）.
2. ↑  . 科学网. 2009-04-29  [2021-07-09]. （原始内容存档于2016-03-04）.
3. ↑  . 科学网.   [2023-02-20]. （原始内容存档于2016-03-04）.